# Konföderation von Bar
Die Konföderation von Bar (polnisch Konfederacja barska) war die 1768 in Bar gegründete und historisch bedeutendste Konföderation polnischer Kleinadliger zur Verteidigung ihrer Goldenen Freiheit. Sie richtete sich primär gegen ihr eigenes Staatsoberhaupt, den polnischen König Stanislaus II. August Poniatowski, der eine Fremdherrschaft im Interesse Russlands zur grundlegenden Modernisierung ihrer Republik billigte und deshalb bei den Kleinadligen als fremdbestimmter Kurator und Volksverräter verpönt war. Die Konföderation von Bar gilt als letzte große Massenbewegung des polnischen Kleinadels und als erster polnischer Nationalaufstand mit weitreichenden Folgen bis mindestens in die 1970er Jahre hinein.

## Hintergrund
In der Union Polen-Litauen hatte sich die aus der Ritterschaft des Mittelalters hervorgegangene Szlachta (Gesamtheit des polnischen Adels) als die stärkste politische Kraft erwiesen. Ihr Sejm tagte bereits seit 1493, seit 1505 galt die Reichsverfassung Nihil Novi. Sie legte fest, dass das Parlament (Sejm) allen neuen Gesetzen zustimmen muss und der König nur das auf Lebenszeit gewählte Oberhaupt des Staates mit eingeschränkter Macht ist (Wahlkönigtum). Sein eigentliches Feld war die Außenpolitik. Polen war zur Adelsrepublik geworden, in der die Goldene Freiheit herrschte. Dieses System sah gleiche Rechte für alle Edelleute vor; der meist über riesige Ländereien verfügende Hochadel stand rechtlich auf einer Stufe mit dem einfachen, verarmten Kleinadel.
Im Jahr 1652 setzte dieser Kleinadel für sich ein weiteres Recht durch: das Liberum veto (Einspruchsrecht der Freien); es ermöglichte praktisch jedem einzelnen Mitglied der Szlachta, durch seinen Einspruch einen zuvor ausgehandelten Beschluss des Sejms zu Fall zu bringen. Die unkritischen, finanzschwachen Kleinadligen waren in Polen-Litauen nun also omnipotent. Zur gleichen Zeit gerieten sie aber auch in eine lange Phase zumeist unfreiwilliger kriegerischer Auseinandersetzungen mit ihren Nachbarn im Ausland. Insbesondere die immer wiederkehrenden Zusammenstöße mit Schweden und Russland belasteten die Stabilität ihres Unionsstaates stark.

### Kosakenaufstand, Schwedische Sintflut und Sarmatentum

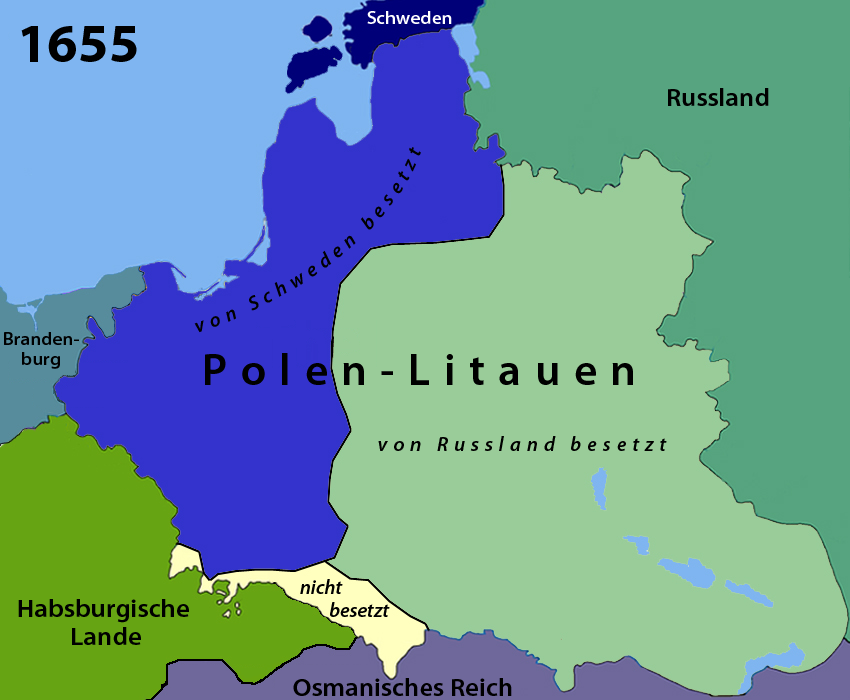
Polen-Litauen war bis Ende 1655 fast vollständig von den Schweden (hellblau) und russisch-kosakischen Truppen (hellgrün) besetzt worden

Kriegerische Auseinandersetzungen, welche die Szlachta und ihren Unionsstaat schwer erschütterten, begannen schon 1648 mit dem großflächigen Chmielnicki-Aufstand der ukrainischen Kosaken, die sich gegen die (polnische) Adelsherrschaft in der westlichen Rus auflehnten. Im Vertrag von Perejaslaw stellten sich die Kosaken schließlich unter den Schutz Russlands, womit der Russisch-Polnische Krieg 1654–1667 begann. Das Vorrücken der Russen und Kosaken begünstigte 1655 den Einfall Schwedens in Polen-Litauen (Zweiter Nordischer Krieg), der in der polnischen Geschichtsschreibung als Potop – also als „(Blutige) Sintflut“ bzw. „Schwedische Sintflut“ – bekannt wurde. Zeitweise rückten die Schweden bis nach Warschau und Krakau vor. Gegen Ende der 1650er Jahre wurde Schweden durch den Kriegseintritt weiterer Mächte dann so weit in die Defensive gedrängt, dass der polnische König im Frieden von Oliva den Status quo ante aushandeln konnte. Die Auseinandersetzungen mit Russland gingen jedoch weiter. Im Jahr 1667 musste die Adelsrepublik große Teile ihres östlichen Territoriums (Smolensk, Linksufrige Ukraine) abtreten und verlor damit hunderttausende Quadratkilometer Staatsfläche und Millionen von Einwohnern an das Russische Zarentum. Weitere Gebietsabtretungen (Teile der Rechtsufrigen Ukraine und Podolien) folgten nach einem Osmanisch-Polnischen Krieg 1672–1676. Nicht nur territorial war die Szlachta und ihre Republik nun dadurch geschwächt. Außenpolitisch wurde sie zunehmend handlungsunfähig und wirtschaftlich bedeuteten die Kriegsfolgen eine Katastrophe: Die Hälfte der Bevölkerung starb in den Wirren der Kriege oder wurde vertrieben, 30 % der Dörfer und Städte waren zerstört. Der Rückgang landwirtschaftlicher Erzeugnisse war dramatisch, allein die Getreideproduktion erreichte nur noch 40 % des Vorkriegsniveaus. Polen-Litauen geriet bis zum Beginn des 18. Jahrhunderts in einen sozialen und wirtschaftlichen Entwicklungsrückstand, den es bis ins darauffolgende Jahrhundert nicht aufholen konnte.
Gleichzeitig entwickelte die Szlachta, die in Polen-Litauen etwa 8–15 % der Bevölkerung ausmachte, eine eigene provinzielle Kultur, das Sarmatentum. Es prägte die Bildende Kunst, Architektur, Literatur sowie den Alltag. Die Mode orientierte sich an Vorbildern aus dem Orient, zu dem Sarmatien angeblich gehörte. Preußens König Friedrich II. spottete über die „türkischen Gewänder“ des polnischen Kleinadels, der sich von europäischen Einflüssen abzuschotten versuchte. Die Aufklärung erreichte zwar den polnischen Hochadel und die Gelehrten, nicht aber die Szlachta. Stattdessen frönte diese einem sehr ausgeprägten Marienkult. Ausgelöst hatte ihn 1655 die Verteidigung der Klosterfestung Jasna Góra im Zweiten Nordischen Krieg. Der Kleinadel, der die Polen seitdem gern als auserwähltes Volk der Gottesmutter von Jasna Góra ansah und sie ein Jahr später von König Jan II. Kazimierz zur Patronin und Königin von Polen wählen ließ, zeigte sich gegenüber anderen Bekenntnissen häufig intolerant und prangerte die Juden als „Christusmörder“ an. Streitigkeiten trugen die Kleinadligen nicht selten im Duell aus, sie verachteten die weltliche Gerichtsbarkeit (anerkannten nur die göttliche Gerichtsbarkeit, also die des Papstes als offizieller Stellvertreter Christi auf Erden). Es galt der Grundsatz: Ehre vor Nützlichkeit. Auch Opfermut wurde als herausragende Tugend gepriesen.

### Der polnische Kleinadel unter sächsischer Hegemonie

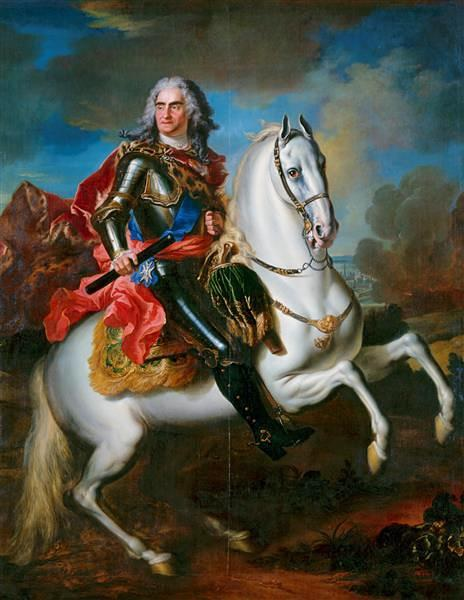
König August „der Starke“ zu Pferde im Harnisch, den Marschallsstab in seiner rechten Hand haltend. Gemälde von Louis de Silvestre, um 1718, Öl auf Leinwand, Jagdschloss Moritzburg

Bedingt durch den auszehrenden Zweiten Nordischen Krieg war die Adelsrepublik ein Land ohne staatliche Verwaltungsorgane, mit einer unterentwickelten Wirtschaft, unzureichenden Steuereinnahmen und einer Armee, die den Erfordernissen der Zeit weder qualitativ noch zahlenmäßig gewachsen war. Dafür verfügte die Adelsrepublik über Rohstoffreichtum und war daher für das gewerblich geprägte Kurfürstentum Sachsen interessant. Mit den üblichen Bestechungsgeldern konnte nach dem Tod König Jan III. Sobieskis auf dem Wahlfeld in Wola Sachsens Kurfürst Friedrich August „der Starke“ entgegen allen Anfangserwartungen gewählt werden. Am 15. September 1697 wurde er zum König gekrönt. Unter sächsischer Hegemonie wurde der polnische Kleinadel und seine Republik im März 1700 nun in den Dritten oder Großen Nordischen Krieg hineingezogen, der heute häufig als Ausgangspunkt der Geschichte der Teilungen Polens angesehen wird. Über 20 Jahre dauerten die erneuten Auseinandersetzungen um die Vorherrschaft im Ostseeraum. Die meisten Anrainer schlossen sich im Vertrag von Preobraschenskoje zur „Nordischen Liga“ zusammen und bezwangen Schweden letztendlich. Die Friedensverträge von Stockholm, Frederiksborg und Nystad bedeuteten das Ende Schwedens als europäische Großmacht und den gleichzeitigen politischen und militärischen Aufstieg des 1721 von Peter I. gegründeten Kaiserreiches Russland.
Die Rolle der Szlachta in diesem Konflikt offenbarte die Schwäche ihrer Republik nur allzu deutlich. Schon vor Kriegsbeginn war sie kein gleichrangiger Akteur mehr unter den Ostseemächten gewesen. Vielmehr fiel Polen-Litauen, bedingt durch die russischen Erfolge, immer weiter unter die Hegemonie Russlands. Dennoch strebte der Sachse August der Starke als neuer polnischer König danach, aus den Auseinandersetzungen um das „Dominium maris Baltici“ Profit zu schlagen und seine Position wie die des wettinischen Hauses zu stärken. Hintergrund dieser Bestrebungen war wohl insbesondere die Absicht, ein dynastisches Zeichen zu setzen, um die von ihm gewünschte Überführung der sächsisch-polnischen Personalunion in eine Realunion zu forcieren. Nachdem Russland die schwedischen Truppen 1709 in der Schlacht bei Poltawa jedoch besiegt hatte, stand die „Nordische Liga“ endgültig unter seiner Führung. Für die Szlachta bedeutete dieser Umstand einen erheblichen Bedeutungsverlust, da sie keinen Einfluss mehr auf den weiteren Kriegsverlauf nehmen konnte. Russland betrachtete den Doppelstaat Polen-Litauen nicht mehr als potenziellen Bündnispartner, sondern nur noch als „Vorfeld“ seines Imperiums. Das russische politische Kalkül sah vor, die Adelsrepublik soweit unter russische Kontrolle zu bringen, dass sie dem Einfluss konkurrierender Mächte entzogen blieb. Polen-Litauen geriet in eine Epoche der Souveränitätskrise. Die Situation im Inneren des Staates war ebenso schwierig wie die außenpolitische Lage. Neben seinen Versuchen, sich nach außen hin Geltung zu verschaffen, war der sächsische Kurfürst August II. als neuer polnischer König bestrebt, die Republik in seinem Sinne zu reformieren und die Macht des Königs auszubauen. Doch verfügte August II. weder über eine Hausmacht in Polen-Litauen noch über ausreichend Unterstützung, um ein solches absolutistisches Reformwerk gegen die mächtige Szlachta durchzusetzen. Im Gegenteil: Kaum trat er mit seinen Reformbestrebungen auf den Plan, formierte sich Widerstand in der Szlachta, was 1715 letztendlich die Bildung der Konföderation von Tarnogród nach sich zog. Augusts versuchter Staatsstreich führte zum offenen Konflikt. Russland nutzte die Chance des Bürgerkriegs und sicherte sich schließlich mit seiner Intervention während des „Stummen Sejms“ von 1717 auch längerfristigen Einfluss. Am Ende des Großen Nordischen Krieges 1721 gehörte die Adelsrepublik zwar zu den offiziellen Gewinnern, doch täuscht dieser Sieg einerseits über die unmittelbaren Kriegsfolgen im Lande (ähnlich denen des Zweiten Nordischen Kriegs) und andererseits den immer weiter fortschreitenden Prozess der Unterordnung der Adelsrepublik unter die Hegemonialinteressen der Nachbarstaaten hinweg, bedingt und gefördert durch eine „Koinzidenz von innerer Krise und außenpolitischem Konstellationswechsel“. De iure war Polen-Litauen freilich noch kein Protektorat Russlands, aber de facto war der Souveränitätsverlust deutlich spürbar. In den folgenden Jahrzehnten bestimmte Russland die polnische Politik.

### Abhängigkeit vom Ausland und Widerstand im Inneren

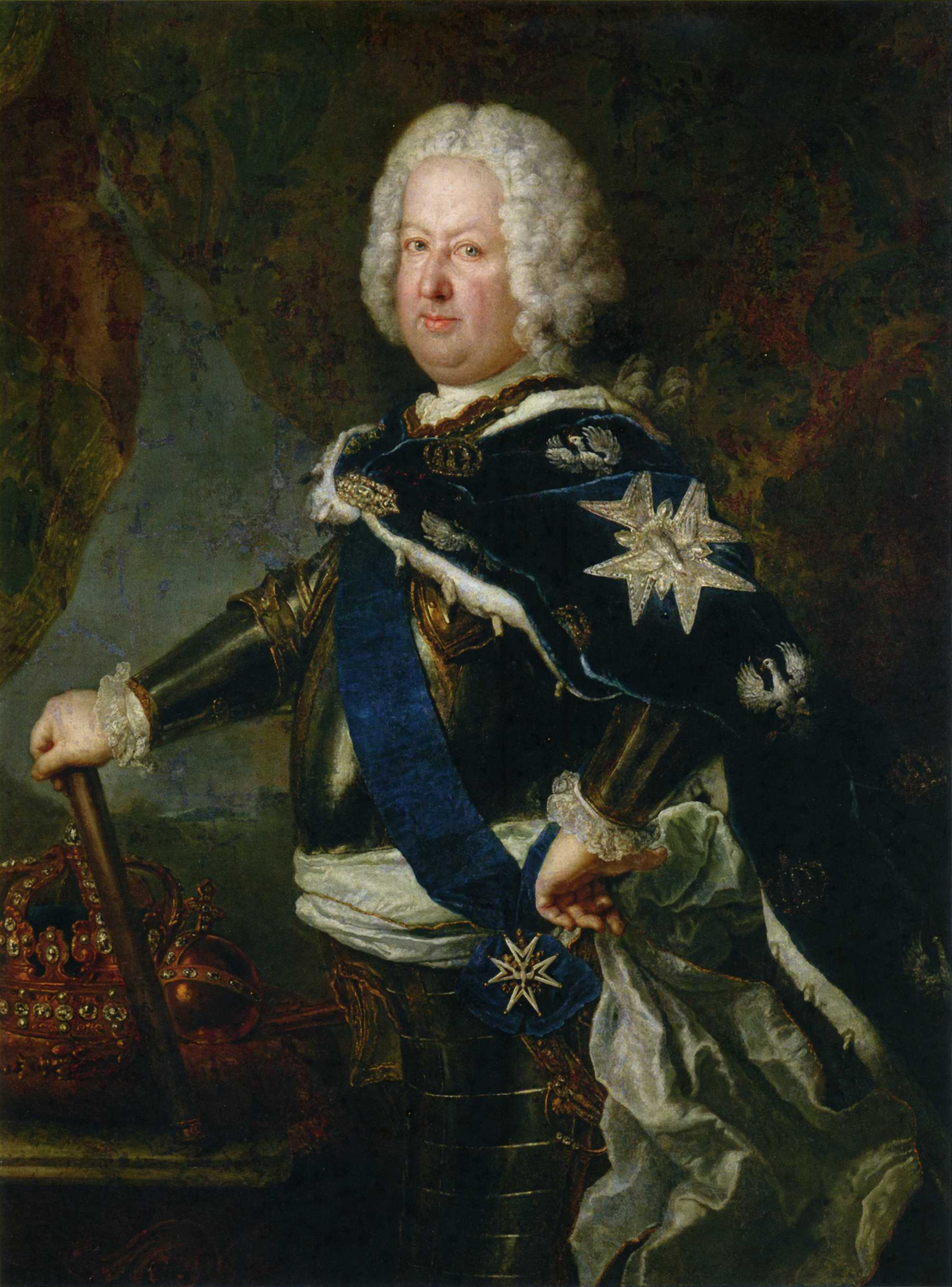
Stanisław Bogusław Leszczyński mit der Schärpe des Ordens vom Weißen Adler im Harnisch als Staatsoberhaupt Polen-Litauens. Gemälde von Antoine Pesne, 1733

Ab Mitte des 18. Jahrhunderts verschob sich das Mächtegleichgewicht in Europa. Russland war nach dem Sieg im Großen Nordischen Krieg zur Großmacht in Europa aufgestiegen und versuchte die Adelsrepublik Polen-Litauen soweit unter russische Kontrolle zu bringen, dass sie dem Einfluss konkurrierender Mächte entzogen blieb. Wie groß die Abhängigkeit Polen-Litauens von den anderen europäischen Mächten war, zeigte 1733 die Wahl des Thronfolgers nach dem Tod Augusts des Starken. Zwar war da die Szlachta in zwei Adelsfraktionen gespalten (die eine gruppierte sich um die traditionelle, anti-wettinische Familie Potocki und die andere dominierte die Familie Czartoryski, welche eine Modernisierung im Sinne des englischen Parlamentarismus anstrebte), doch war die Thronfolge des polnischen Wahlkönigs längst auch von den europäischen Großmächten erörtert. So sah schon der Preußisch-russische Allianzvertrag von 1726 und seine Erneuerungen von 1729 und 1730 ein gemeinsames Vorgehen in dieser Sache vor. Aber auch Österreich fühlte sich vom erneuten Bestreben Schwedens und Frankreichs, Stanisław Leszczyński (den Schwiegervater des französischen Königs Louis XV.) als Wahlkönig einzusetzen, bedroht. Deshalb verpflichteten sich schließlich Österreich, Preußen und Russland noch vor dem Tode Augusts des Starken im Allianzvertrag der drei Schwarzen Adler auf einen eigenen, gemeinsamen Kandidaten zur Verhinderung Leszczyńskis als Thronfolger. Eine große Konföderation polnischer Kleinadliger unter Führung des Kardinalprimas Teodor Potocki ignorierte den Vertrag der drei Nachbarstaaten jedoch und wählte am 10. September 1733 Stanisław Leszczyński zum neuen polnisch-litauischen Staatsoberhaupt. Prompt erschienen Ende September 1733 Truppen der Kaiserlich Russischen Armee auf dem Wahlfeld von Wola, unter deren Schutz der wesentlich kleineren sächsischen Partei die Gegenwahl des Wettiners August III. (Sohn des verstorbenen Königs) gelang. Es kam zum Polnischen Thronfolgekrieg 1733–1738. Das zur Unterstützung König Leszczyńskis und seiner in Danzig versammelten Kräfte entsandte französische Expeditionskorps wurde von der russischen Armee belagert und kapitulierte. Nach der Flucht Leszczyńskis formierte sich 1734 die anti-wettinische Konföderation von Dzików. Diese Konföderation war von vornherein chancenlos, beendete aber erst im März 1736 (zwei Monate nach dem Thronverzicht Leszczyńskis) die Kampfhandlungen. Auf dem „Pazifikationsreichstag“ 1736 erkaufte sich Gegenkönig August III. mit dem Verzicht auf eigene Gestaltungsmöglichkeiten schließlich den Königstitel und beendete somit das Interregnum.

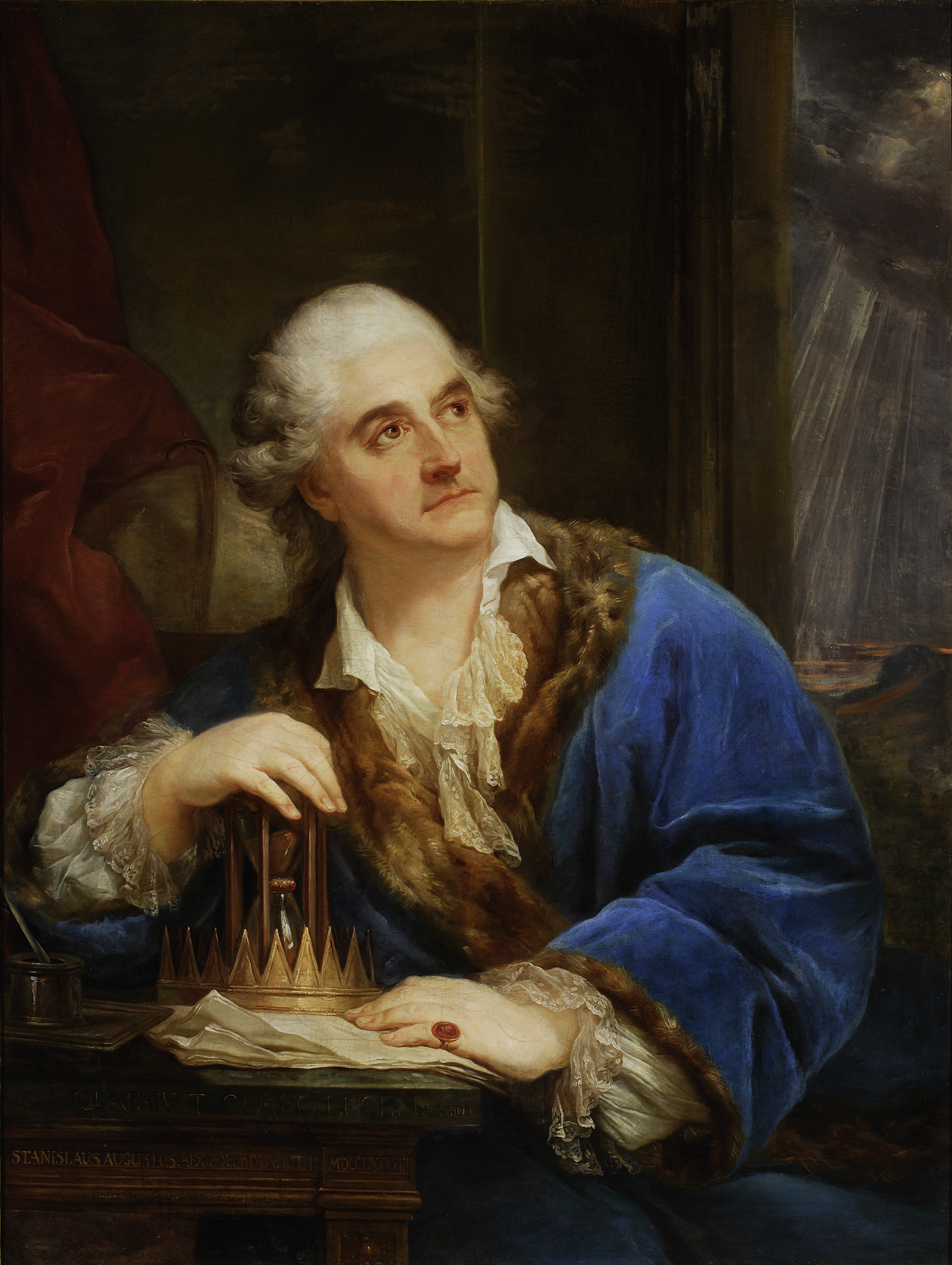
Stanisław August Poniatowski als Staatsoberhaupt Polen-Litauens mit Krone und Stundenglas. Gemälde von Marcello Bacciarelli, 1793

Die Fremdbestimmung durch das hegemonialpolitische Europa verstärkte die innere Spaltung des polnischen Kleinadels und seiner Republik, so dass beispielsweise während der kompletten Regierungszeit König Augusts III. 1736 bis 1763 kein einziger Sejm erfolgreich abgeschlossen werden konnte und kein einziges Gesetz verabschiedet wurde. Auch in den Jahren davor zeigt die Bilanz der Reichstage die lähmende Wirkung des Einstimmigkeitsprinzips: Von den insgesamt 18 Reichstagen wurden alleine elf durch das Liberum Veto „gesprengt“, zwei endeten ohne Beschlussfassung und nur fünf erzielten Ergebnisse. Nach dem Tod August III. 1763 brachten sich für die Thronfolge erneut die beiden polnischen Adelsgeschlechter Potocki und Czartoryski in Position. Doch wie schon beim Interregnum 1733 wurde die Thronfolge wieder zu einer Frage europäischer Dimension. Es waren wiederum keineswegs die polnischen Adelsparteien, die die Nachfolge bestimmten, sondern die europäischen Großmächte, speziell die großen Nachbarstaaten. Russlands Entscheidung über die Person des Thronfolgers war dabei schon längst gefallen. Bereits im August 1762 sicherte die Zarin dem früheren britischen Botschaftssekretär Stanisław August Poniatowski die Thronfolge zu und verständigte sich mit der Adelsfamilie der Czartoryski über deren Unterstützung. Ihre Wahl fiel dabei auf eine Person ohne Hausmacht und mit geringem politischen Gewicht. Ein schwacher, pro-russischer König bot in den Augen der Zarin „die beste Gewähr für die Subordination des Warschauer Hofes unter die Weisungen Petersburgs“. Dass Poniatowski ein Liebhaber Katharinas II. war, spielte bei der Entscheidung wohl eine untergeordnete Rolle. Dennoch war Poniatowski mehr als nur eine Verlegenheitswahl, denn der erst 32-jährige Thronanwärter hatte eine umfassende Bildung, ein großes Sprachtalent und verfügte über weitgehende diplomatische und staatstheoretische Kenntnisse. Nach seiner Wahl am 6./7. September 1764, die durch den Einsatz beträchtlicher Bestechungsgelder und die Anwesenheit von 20.000 Mann der Kaiserlich Russischen Armee einstimmig verlief, erfolgte die Inthronisierung schließlich am 25. November. Krönungsort war entgegen der Tradition Warschau, nicht der Wawel. Preußen akzeptierte die Wahl des russischen Wunschkandidaten und Österreich blieb bei dieser Entscheidung ausgeschlossen. So bestimmte Russland quasi im Alleingang über die Thronfolge des polnisch-litauischen Wahlkönigs.

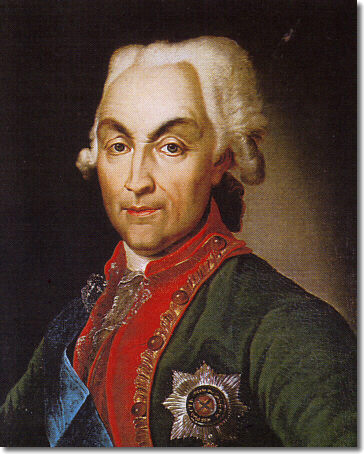
Repnin russischer Diplomat und Botschafter in Polen, Namensgeber des Repnin-Sejms

Poniatowski erwies sich jedoch als nicht so loyal und gefügig wie von der Zarin erhofft. Bereits nach kurzer Zeit nahm er tiefgreifende Reformen in Angriff. Um nach der Wahl des neuen Königs auch dessen Handlungsfähigkeit zu garantieren, beschloss der Reichstag am 20. Dezember 1764, sich selbst in eine Generalkonföderation umzuwandeln, die eigentlich nur für die Dauer des Interregnums Bestand haben sollte. Dies bedeutete, dass zukünftige Reichstage vom Liberum veto befreit wurden und Mehrheitsentscheidungen (pluralis votorum) zur Beschlussfassung ausreichten. Auf diese Weise wurde der polnische Staat gestärkt. Katharina II. wollte die Vorteile der dauerhaften Blockade des politischen Lebens in der Adelsrepublik, der so genannten „polnischen Anarchie“, jedoch nicht aus der Hand geben und suchte nach Möglichkeiten, ein funktions- und reformfähiges System zu verhindern. Zu diesem Zweck ließ sie einige pro-russische Edelleute mobilisieren und verbündete diese mit orthodoxen und protestantischen Dissidenten, die seit der Gegenreformation unter Diskriminierungen litten. Diese schlossen sich im März 1767 zur Konföderation von Sluzk (Orthodoxe) und Toruń (Protestanten) zusammen. Als Reaktion darauf organisierten sich die Katholiken im Juni 1767 in der Konföderation von Radom. Bei allen drei Konföderationen agierte Repnin im Hintergrund als Mastermind. Am Ende des Konflikts stand ein neuer polnisch-russischer Vertrag, der am 24. Februar 1768 vom Repnin-Sejm gezwungenermaßen gebilligt wurde. Dieser sogenannte „Ewige Vertrag“ beinhaltete die Manifestierung des Einstimmigkeitsprinzips, das Liberum Veto, die russische Garantie für die staatliche Integrität und politische „Souveränität“ Polen-Litauens sowie die politische Gleichstellung orthodoxer und protestantischer Christen im Sejm mit den Katholiken. Die unmittelbare Folge war die Gründung der Konföderation von Bar als ersten polnischen Nationalaufstand.

## Gründung

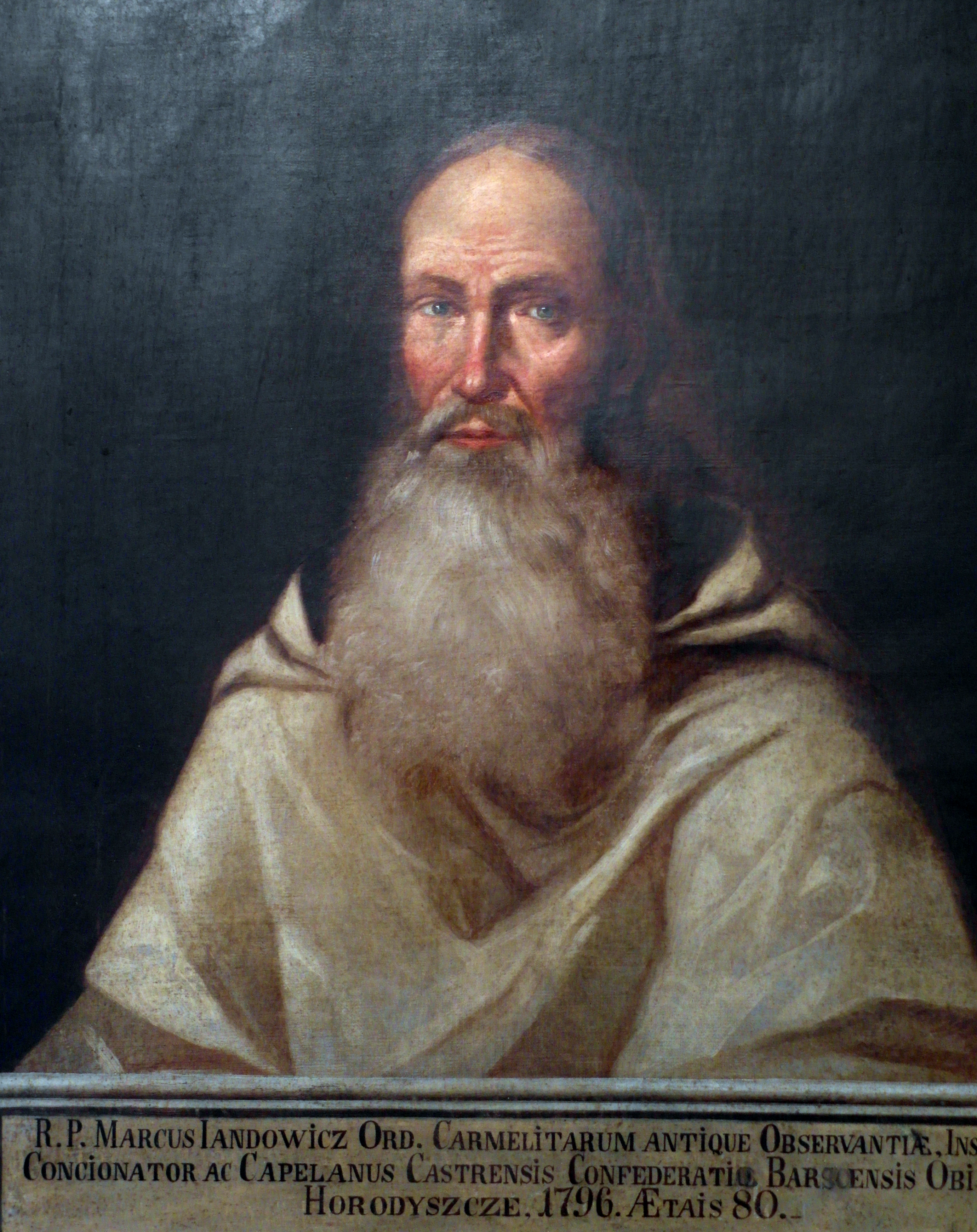
Pater Marek, eigentlich Pater Marek Jandołowicz; er gilt als geistiger Anführer der Konföderation von Bar (Ölgemälde, 1796)

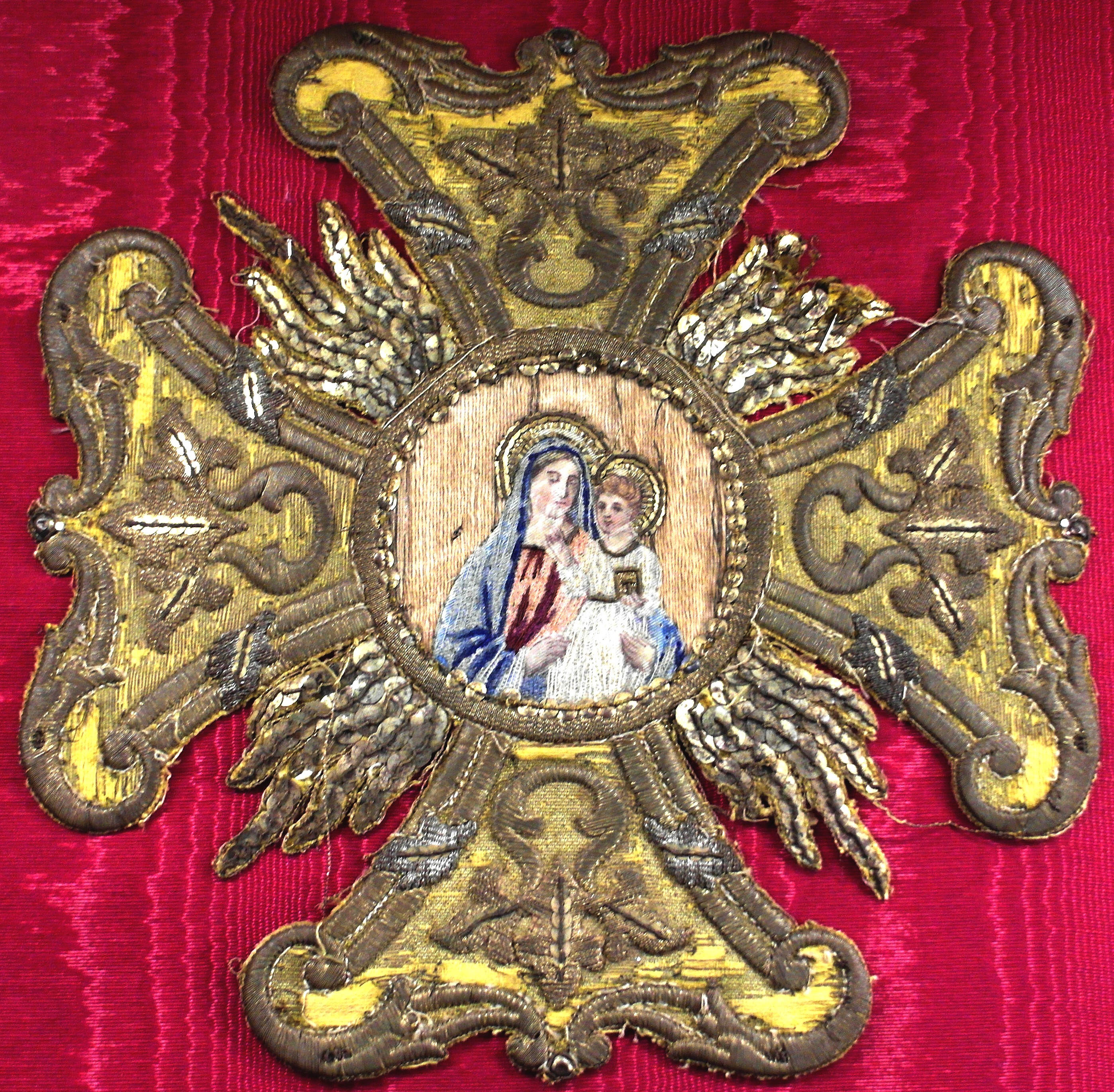
Kreuz der Bar-Konföderierten

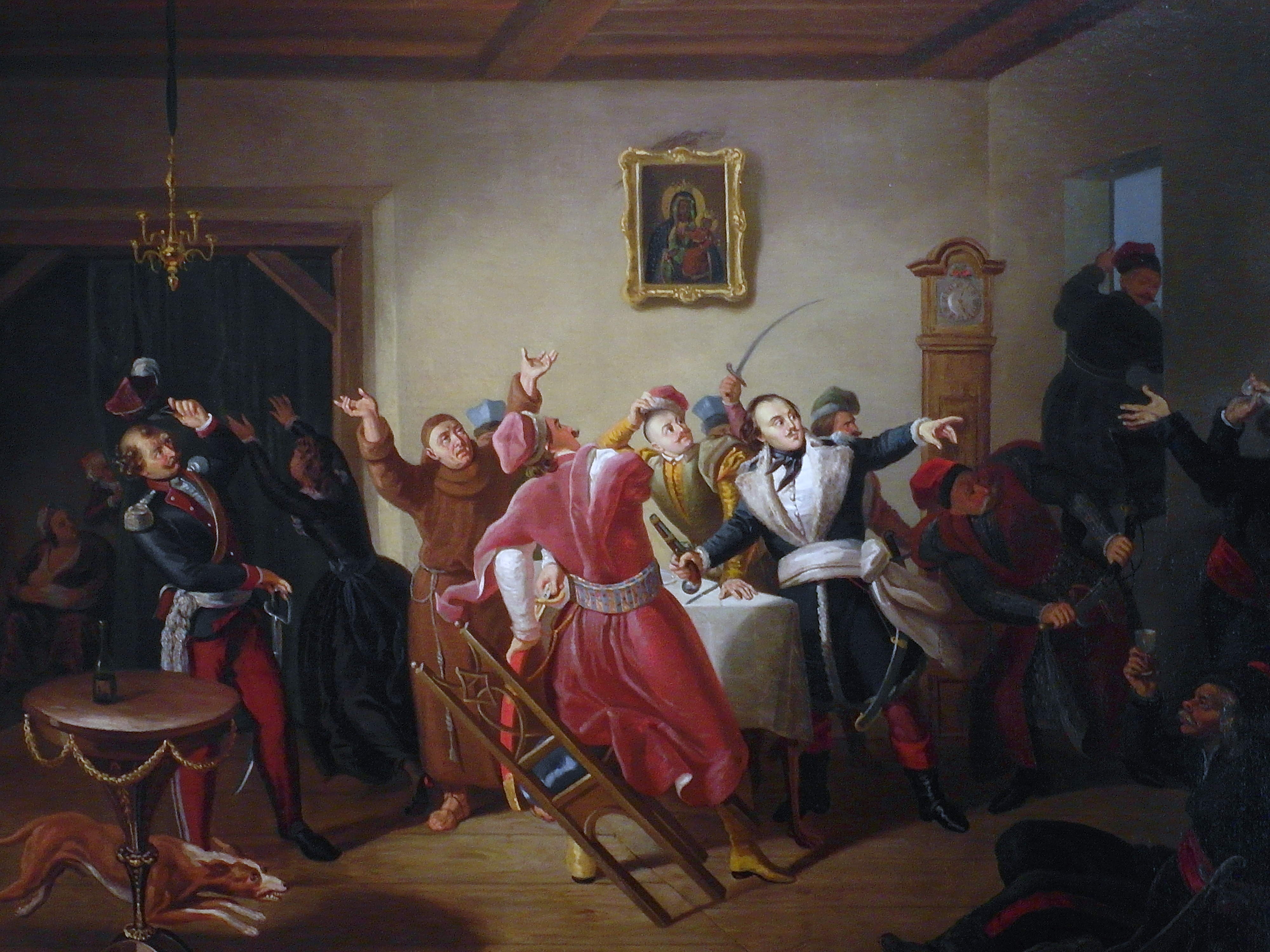
Marschall Kazimierz Pułaski in Bar
(Ölgemälde von Cornelius Schlegel, 19. Jh.)

Am 29. Februar 1768 gründete Pater Marek Jandołowicz zusammen mit seinem Bischof Krasiński, Józef Pułaski und Großpolens Generalstarost Mniszech auf der Festung von Bar die „Konföderation von Bar“ gegen die kaiserlich russische Vormundschaft und das Ende der Goldenen Freiheit im Lande. Dabei erklangen als Wahlspruch der Konföderation Bischof Sołtyks Worte wiara i wolność („Glaube und Freiheit“). Ziel der Konföderation war die Blockierung sämtlicher Gesetzesvorschläge im Sejm sowie die Aufstellung militärischer Truppen gegen das eigene Staatsoberhaupt. Geistiger Anführer war Pater Marek. Mniszech wurde Kurienmarschall der Konföderation. Vier Tage später, am Gedenktag des Schutzpatrons der Ritter, waren die Truppen gegen Stanisław II. August Poniatowski aufgestellt. Die Truppenaufstellung organisierten der zum Marschall ernannte Magnat Józef Pułaski und der zum Generalregimentarius ernannte Wawrzyniec Potocki. Im Kronland des Königreichs Polen übernahmen dies der zum Generalfeldmarschall ernannte Bischofsbruder Michał Krasiński und der zum Generalregimentarius ernannte Starost Joachim Karol Potocki. Im Großfürstentum Litauen war es der dort zum Generalfeldmarschall beförderte Michał Jan Pac und der zum Generalregimentarius erhobene Kleinadlige Józef Sapieha. Der bei der Szlachta sehr beliebte, heute in vielen Legenden, Romanen und Gedichten als großer Patriot umwobene Wojewode und Starost Radziwiłł („Panie Kochanku“), der bislang Anführer der Konföderation von Radom war, schloss sich nach der Billigung des „Ewigen Vertrages“ nun Krasiński und Mniszech an und wurde ein Marschall der Konföderation von Bar. Er gilt bis heute als herausragender Repräsentant des Sarmatentums und Symbol seiner Ära. Auch Moritz August Graf Beniowski erhielt eine führende Position bei den Konföderierten.
Zahlreiche Kleinadlige in Kleinpolen und Großpolen schlossen sich ihnen an. Zudem ließ der Hajdamakenaufstand 1768 die Konföderation von Bar auch im ganzen Großfürstentum Litauen populär werden.
König Stanisław August Poniatowski besprach daraufhin am 23. März 1768 mit dem Königlichen Rat des Senats die Anforderung der Kaiserlich Russischen Armee zur Bekämpfung der Konföderation von Bar. Es stimmten nur 14 Senatoren dafür (darunter der Kronschatzmeister Teodor Wessel sowie die beiden Königlichen Hofmarschalle Franciszek Wielopolski und Władysław Gurowski). Der König beschloss jedoch, die Anforderung der russischen Streitkräfte gegen die Mehrheit seiner Senatoren durchzusetzen, um seine Hingabe und unerschütterliche Loyalität gegenüber der russischen Kaiserin Katharina II. unter Beweis zu stellen. Die Kaiserlich Russische Armee marschierte in der Union Polen-Litauen ein und erhielt Streitkräfte der Königlich Polnischen Armee unter der Führung des Großhetmans Branicki im Kampf gegen die Konföderation von Bar zur Unterstützung.

## Kriegsverlauf

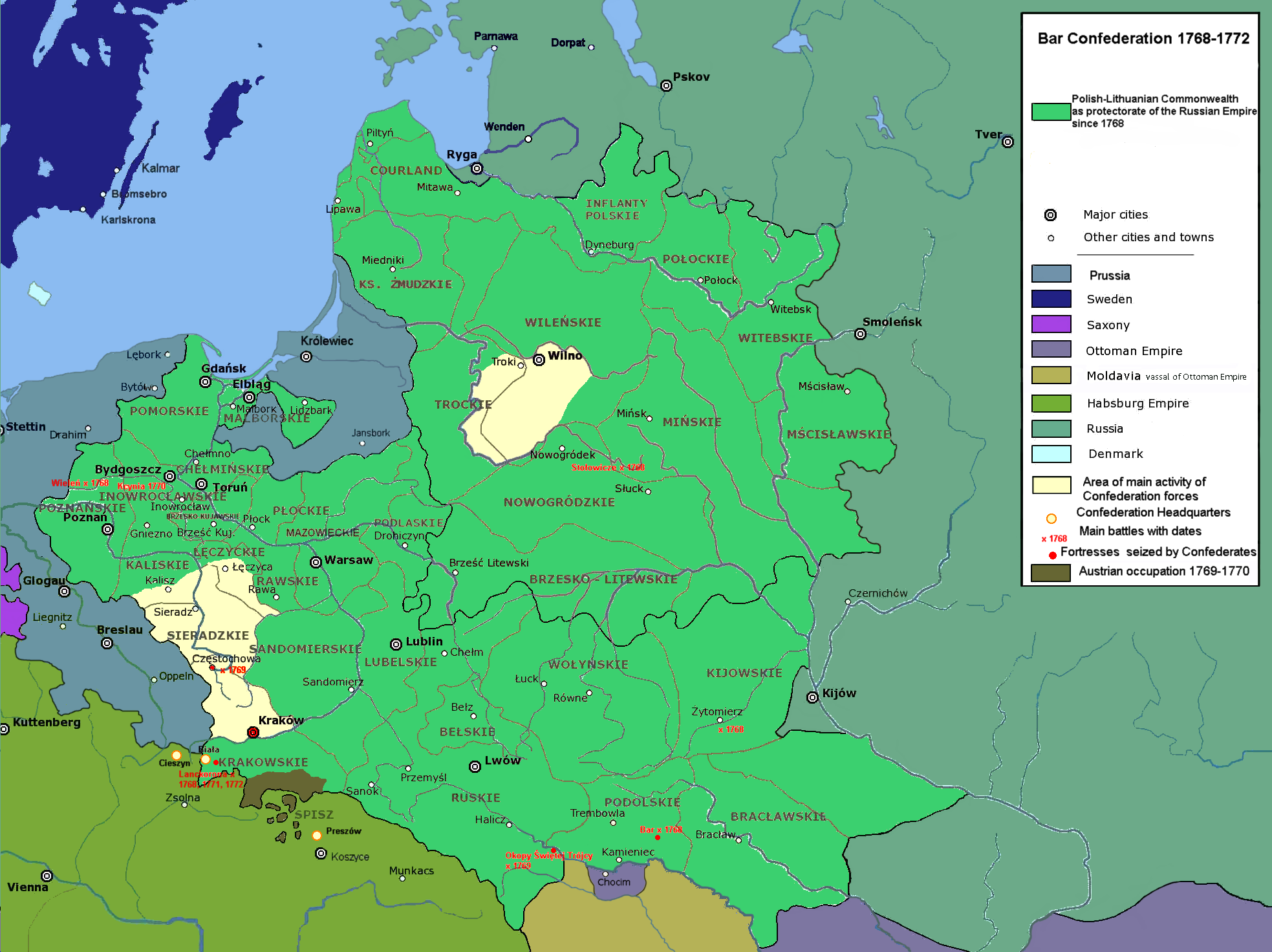
Einflusszone der Konföderation von Bar in der zweiten Hälfte des Konflikts

Die uneinheitlich aufgestellten Truppen der Konföderation von Bar, formiert durch Freiwillige, Magnaten-Miliz und Deserteure, trafen rasch auf die Königlich Polnische Armee und die Kaiserlich Russische Armee. Die Konföderationstruppen unter Malczewski, Pac und Karol Fürst Radziwiłł durchstreiften das ganze Land, gewannen die ersten Schlachten gegen die russische Allianz und entsandten schließlich, ihren König übergehend, eigene Diplomaten an die wichtigsten Herrscherhäuser Europas.

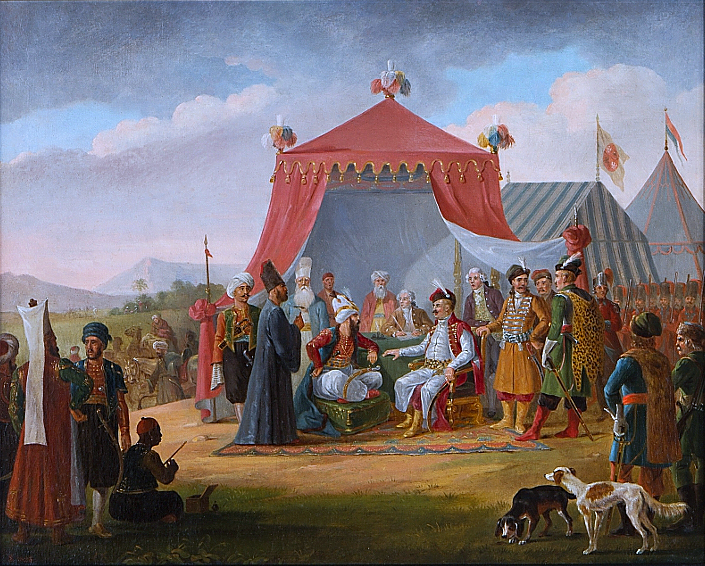
Generalfeldmarschall Krasiński empfängt den osmanischen Würdenträger. (Ölgemälde von January Suchodolski)

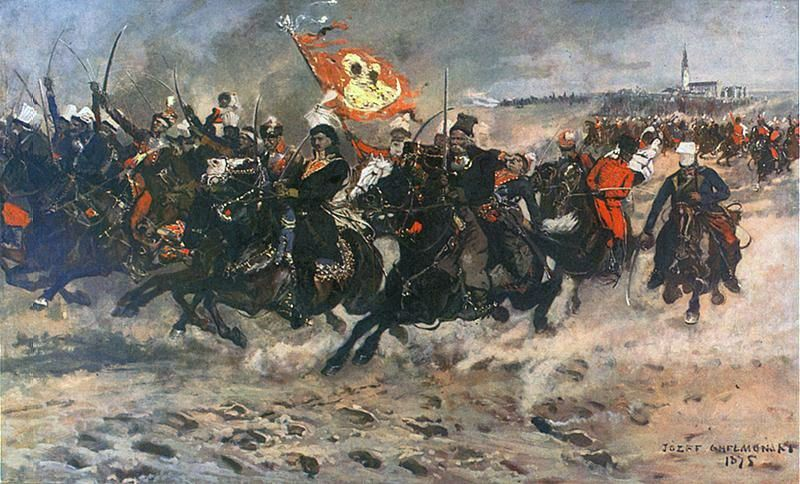
Pułaski bei Częstochowa
(Ölgemälde von Józef Chełmoński, 1875)

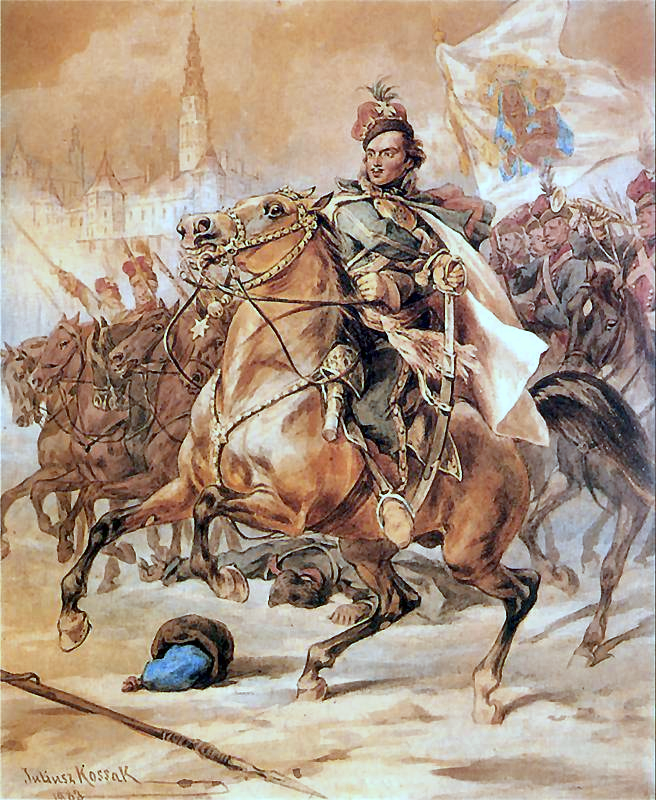
Pułaski bei Częstochowa
(Aquarell von Juliusz Kossak)

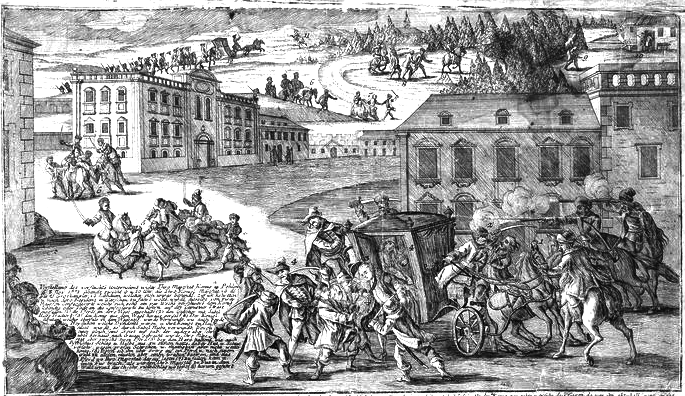
Die Versuch der Bar Konföderierten, den eigenen König zu entführen, brachte 1771 den Bruch mit Österreich

War König Stanisław August Poniatowski zunächst geneigt, über Repnin, dem russischen Botschafter in Warschau, zwischen den Konföderierten von Bar und Russland zu vermitteln, entsandte er nun doch seine Truppeneinheit unter Hetman Branicki und zwei Generälen gegen die Konföderation von Bar. Dies markiert die ukrainische Offensive, die vom April bis Juni 1768 lief und mit der Einnahme der Stadt Bar am 20. Juni 1768 endete. Die Direktorien der Konföderation zogen sich ins Fürstentum Moldau zurück. Es gab auch eine die Konföderation unterstützende Truppeneinheit in Kleinpolen, die vom Juli bis August 1768 operierte, aber von der Königlich Polnischen Armee besiegt wurde, als diese Krakau am 22. August 1768 sicherte. Die Konföderation agierte daher von August bis Oktober 1768 im weißrussischen Großfürstentum Litauen weiter, wo sie am 26. Oktober 1768 in Njaswisch jedoch ebenfalls kapitulieren musste. Der zeitgleiche Ausbruch des Kolijiwschtschyna-Aufstands in der Ukraine (Mai 1768) hielt die Konföderation von Bar schließlich am Leben. Die Konföderation bat im Osmanischen Reich um militärische Unterstützung und trug dazu bei, dass im September 1768 der Russisch-Türkische Krieg 1768–1774 begann. Der folgende Abzug vieler russischer Truppen an die türkische Front stärkte die Konföderation von Bar, und sie erschien 1769 wieder in Truppenstärke auf dem Gebiet Kleinpolens und Großpolens. Sie operierte auch im litauischen Teil der Adelsrepublik, was nach ersten Siegen allerdings scheiterte, so mit den Niederlagen in der Schlacht bei Białystok (16. Juli 1769) und bei Orzechowo (13. September 1769).
Die schweren Niederlagen in der Schlacht bei Dobra (20. Januar 1770) und bei Błonia (12. Februar 1770) drängte die Konföderation von Bar in eine weitgehend defensive Position. Noch im selben Jahr verlegte sie den Konföderationsrat von Schlesien nach Ungarn, wo er mit Frankreich, Österreich und dem Osmanischen Reich Verhandlungen zur Bildung einer anti-russischen Allianz aufnahm. Am 22. Oktober 1770 rief er die Absetzung des polnischen Königs Stanisław August Poniatowski aus. Der französische Königshof Versailles entsandte mit Einverständnis der Konföderierten seinen Berater Charles François Dumouriez nach Polen-Litauen zur Reorganisierung der Truppen gegen das polnisch-litauische Staatsoberhaupt. Die Situation wurde so ernst, dass selbst Preußenkönig Friedrich II. der russischen Kaiserin Katharina II. riet, mit den Konföderierten von Bar zu verhandeln.
Die von Dumouriez reorganisierte Armee der Konföderation von Bar konnte den politischen Bedeutungsverlust um einige Jahre überleben. Zwar musste sie 1771 die schweren Niederlagen in der Schlacht bei Lanckorona (23. Mai 1771) und bei Stałowicze (23. Oktober 1771) hinnehmen, doch hatte sie am Jahresende die Festung Jasna Góra in Częstochowa erkämpft und damit ihre Königin, die das geistige Zentrum der Adelsrepublik Polen-Litauen war.
Der Versuch der Bar-Konföderierten unter Pułaski am 3. November 1771 den eigenen König zu entführen und durch den Wahlkandidaten Karl von Sachsen zu ersetzen, ließ die Habsburger ihre Unterstützung der Bar-Konföderierten beenden und sie aus allen ihren Landen (Österreich, Böhmen, Ungarn) vertreiben. Er gab den drei europäischen Hegemoniemächten Preußen, Österreich und Russland nur einen weiteren Vorwand, die „polnische Anarchie“ unter Beweis zu stellen, verbunden mit der Notwendigkeit, als Nachbarn ins Land einfallen zu dürfen, damit man den Menschen dort wieder „Ordnung und Sicherheit“ bringen könne.

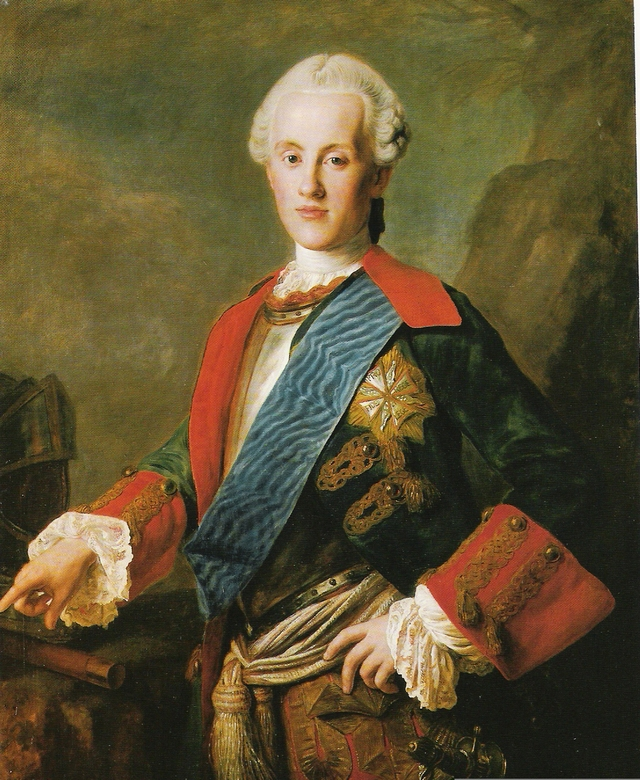
Karl von Sachsen, Königskandidat der Konföderation von Bar nach der geplanten Absetzung Poniatowskis

Die Regimenter der Konföderation von Bar, deren Direktorien nun das zu Osmanischen Reich gehörende Fürstentum Moldau verlassen mussten, legten die Waffen trotzdem nicht nieder. Viele ihrer Festungen hielten Stellung solange sie konnten: das Königsschloss auf dem Wawel fiel erst am 28. April 1772. Die Tyniec-Festung hielt bis zum 13. Juli 1772 und die Festung Jasna Góra mit der Königin von Polen unter dem Kommando Kazimierz Pułaskis bis 18. August 1772. Insgesamt kämpften 100.000 polnische Kleinadlige bei 500 Gefechten zwischen 1768 und 1772. Der vermutlich am längsten gehaltene Stützpunkt war das Kloster Zagórz, der erst am 28. November 1772 fiel.
Nach einem fünfjährigen Bürgerkrieg zwischen der Konföderation von Bar mit der Unterstützung Frankreichs und Österreichs auf der einen Seite und der Konföderation von Radom mit der Königlich Polnischen und der Kaiserlich Russischen Armee auf der anderen Seite siegte 1772 schließlich die russische Allianz. Die Teilnehmer der Konföderation von Bar wurden nach Sibirien deportiert oder konnten mit ihren Familien vorher noch rechtzeitig nach Westen fliehen, wo sie nach der Ersten Teilung Polen-Litauens unter preußische oder österreichische Fremdherrschaft kamen.

## Folgen und historische Beurteilung

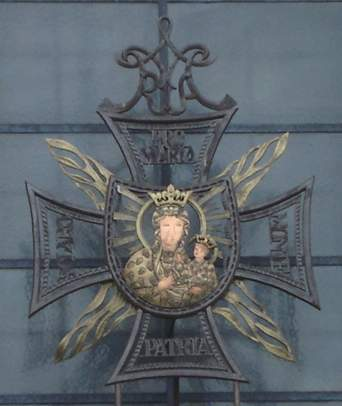
Kreuz der Konföderation von Bar über dem Eingang der Nationalgedenkkapelle auf dem Jasna Góra

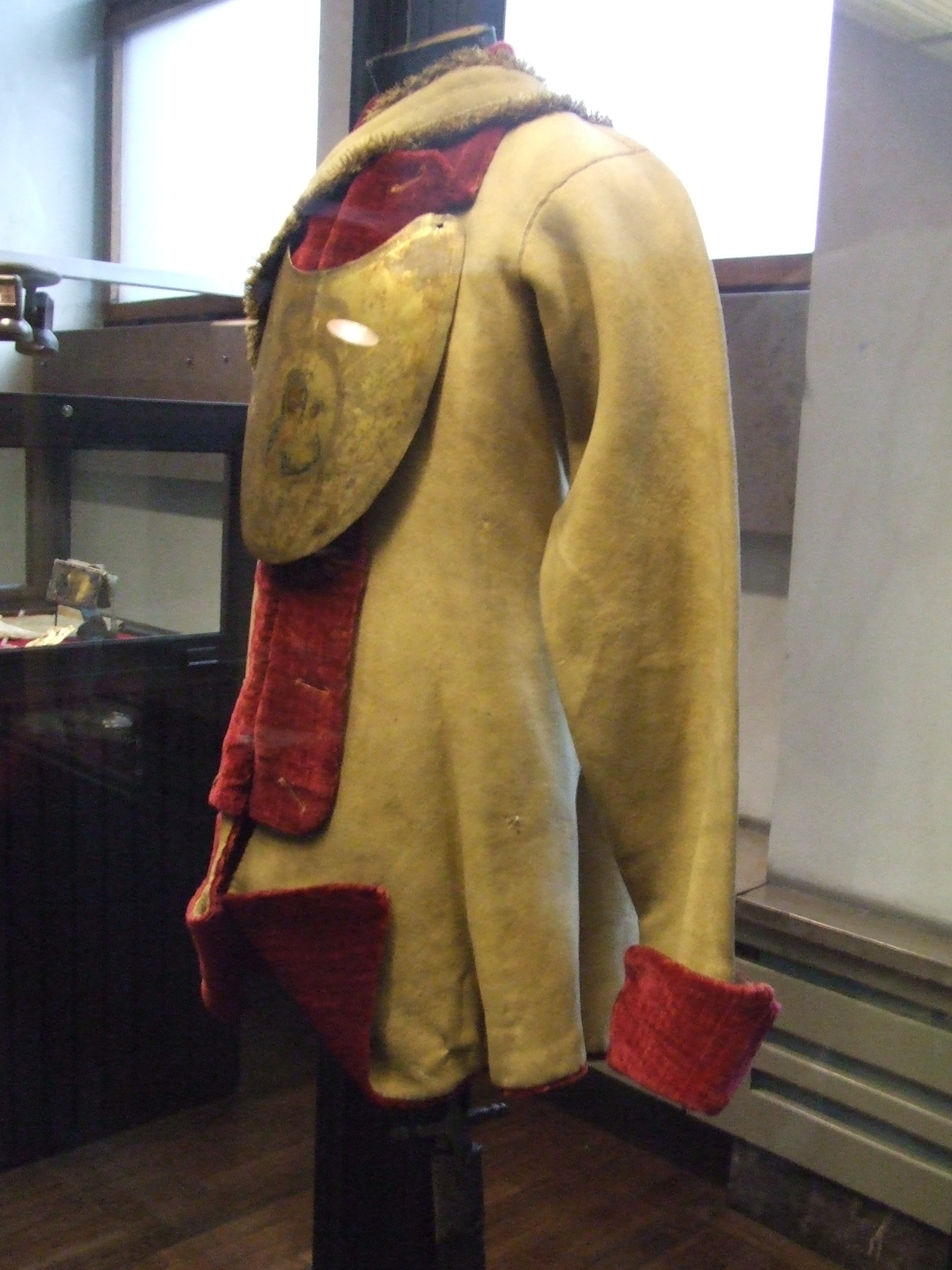
Die derzeit älteste erhaltene polnische Uniform ist die Kavallerie-Jacke der Konföderation von Bar im Hauptgebäude des Nationalmuseums Krakau

Die Kriegsfolgen auf Seite der Konföderation von Bar waren etwa 60.000 Tote und bis zu 6.000 Deportierte. Die Deportierten bildeten zusammen mit ihren Familien die erste bedeutende Polengruppe, die nach Sibirien ins Exil verschleppt wurde. Die restlichen Teilnehmer, die mit ihren Familien rechtzeitig nach Westen fliehen konnten, kamen nach der Ersten Teilung Polen-Litauens unter preußische oder österreichische Fremdherrschaft. Viele verarmten Kleinadelige konnten ihre Herkunft nicht nachweisen und verloren so die Adelswürde. So wurde der polnische Kleinadel zwar entmachtet, behielt aber seine Traditionen und bildete das Rückgrat der folgenden polnischen Nationalaufstände. Die Konföderation von Bar gilt als letzte Massenbewegung des polnischen Kleinadels und erster polnischer Nationalaufstand.
Adam Mickiewiczs Meinungsäußerung 1833 O ludziach rozsądnych i ludziach szalonych („Über vernünftige und verrückte Menschen“) bestimmt die Konföderation von Bar erstmals als Ersten Polnischen Nationalaufstand und markiert damit den Beginn des „Mythos von Bar“. Alle folgenden polnischen Aufstände bis in die 1970er Jahre hinein waren vom Leitspruch „Glauben und Freiheit“ motiviert und damit Ableger der Konföderation von Bar. Der Konföderation von Bar wird auch gedacht auf dem Warschauer Grabmal des unbekannten Soldaten mit der Inschrift „KONFEDERACJA BARSKA 29 II 1768 – 18 VII 1772“.
Die wichtigsten Helden der Konföderation von Bar sind Kazimierz Pułaski (Verteidiger von Jasna Góra), der Kosake Józef Sawa-Caliński in Masowien und Józef Zaremba in Großpolen. Darüber hinaus wird der charismatische Pater Marek Jandołowicz der Unbeschuhten Karmeliten auch als Prophet geehrt. Ihm widmete sich der polnische Schriftsteller Juliusz Słowacki und feierte mit seinem Drama Ksiądz Marek („Pater Marek“) großen Erfolg. Die Konföderierten hinterließen eine große Liedersammlung: darin befindet sich das heute berühmteste Lied der Konföderation von Bar Zdaj się, Polaku, w opiekę Maryi, Stawam na placu z Boga ordynansu (Piosenka o Drewiczu).
Bis zu den Zeiten der Konföderation von Bar, in denen die Konföderierten besonders mithilfe französischer und österreichischer Unterstützung operierten, werden die Konföderierten als unpatriotische Antagonisten gesehen. Aber im Jahre 1770, als die Kaiserlich Russische Armee durch das offiziell unabhängige Polen-Litauen marschierte und die europäischen Fremdmächte den Sejm bedrängten, der Ersten Teilung Polen-Litauens zuzustimmen, begannen die Konföderierten das Image vom polnischen Exilsoldaten zu entwickeln, der seinem Vaterland bis zum bitteren Ende treu bleibt. Dieses Image führte während der folgenden 200 Jahre zur Bildung Polnischer Legionen und anderer Truppen im Exil.
Historiker beurteilen die Konföderation von Bar sehr unterschiedlich: Während keiner ihre patriotischen Absichten zur Befreiung Polen-Litauens von äußeren, primär russischen Einflüssen leugnet, kritisieren manche Historiker wie Jacek Jędruch die Konföderation von Bar für ihre rückschrittliche Einstellung bei den Bürgerrechtsfragen, besonders im Hinblick auf religiöse Toleranz (Jędruch schreibt von „religiöser Bigotterie“, „peinlich genauer katholischer Haltung“) und macht sie als Beitrag zur Ersten Teilung Polen-Litauens geltend. Andere Historiker wie Bohdan Urbankowski loben die Konföderation von Bar als erste ernsthafte militärische Anstrengung zur Wiederherstellung der Unabhängigkeits Polens, Polnisch-Livlands, Litauens, Weißrusslands und der Ukraine.

## Kriegsschauplätze
im Jahr 1768:
- 11. Juni 1768: Gefecht bei Rataje (bei Pyzdry)
- 12. Juni 1768: Gefecht bei Raszków
- 14. Juni 1768: Schlacht bei Krotoszyn (irrtümlich bekannt als Schlacht bei Zduny)
- 19. Juni 1768: Belagerung von Bar
- Juni 1768; 27. Juli bis 17. August 1768: Belagerung von Krakau
- 3./4. Oktober 1768: Schlacht bei Lackowa
- 26. Oktober 1768: Kapitulation von Nieśwież

im Jahr 1769:
- 8. März 1769: Belagerung der Festung der Hl. Dreifaltigkeit
- 19. März 1769: Schlacht bei Pakość
- 30. März 1769: Schlacht bei Lwów
- 6. April 1769: Schlacht bei Rogi und Miejsce Piastowe
- 8. April 1769: Schlacht bei Iwla
- 27. Mai 1769: Schlacht bei Brzeżany
- 12. Juli 1769: Schlacht bei Słonim
- 17. Juli 1769: Schlacht bei Białystok
- 8. August 1769: Schlacht bei Hoszów
- 11./12. August 1769: Verteidigung des Lubomirski-Schlosses in Rzeszów
- 15. August 1769: Belagerung und Schlacht bei Powitno (heute Rzeszów-Pobitno)
- 13. September 1769: Schlacht bei Orzechów
- 14. September 1769: Schlacht bei Radomin, Schlacht bei Tarpno
- 15. September 1769: Schlacht bei Włodawa, Schlacht bei Łomazy

im Jahr 1770:
- 13. Januar 1770: Schlacht bei Grab
- 23. Januar 1770: Schlacht bei Dobra
- 29. Januar 1770: Schlacht bei Kcynia
- 5. April 1770: Schlacht bei Jedlicze und Siepietnica
- 15. April 1770: Schlacht bei Dęborzyn
- 3.–5. August 1770: Schlacht bei Izby
- 16. August 1770: Gefecht bei Kościan
- 5. September 1770: Schlacht bei Pińczów
- 10. September 1770 bis 18. August 1772: Verteidigung von Jasna Góra

im Jahr 1771:
- bis 30. Januar 1771: Belagerung von Poznań
- 20. Februar 1771: Belagerung von Lanckorona
- 1. März 1771: Schlacht bei Rachów
- 16. April 1771 und 28. April 1771: Schlacht bei Szreńsk
- 23. Mai 1771: Schlacht bei Groby
- 23. Mai 1771: Schlacht bei Lanckorona
- 25. Juni 1771: Schlacht bei Charchwo und Charchówek
- 23. Juli 1771: Schlacht bei Widawa
- 6. September 1771: Antopol
- 23. September 1771: Schlacht bei Stołowicze

im Jahr 1772:
- 2. Februar 1772: Schlacht bei Doroszewicze am Prypjat
- bis 24. April 1772: Belagerung des Wawel
- 14. Mai 1772: Belagerung der Grenzen in Barwinek
- 12. Juni 1772: Belagerung von Krosno
- 13. Juli 1772: Belagerung von Tyniec bei Kraków
- 18. August 1772: Belagerung von Częstochowa
- 19. September 1772: Eintritt der österreichischen Truppen in Lwów
- 29. September 1772: Belagerung des Karmeliterklosters in Zagórz